# パロル舎
株式会社パロル舎（パロルしゃ）は、かつて存在した日本の出版社。

## 経歴
第13回宮沢賢治賞を受賞した小林敏也のシリーズ『画本・宮澤賢治』（全15冊）をはじめ、印刷・造本にこだわった絵本・児童書を主に出版していた。小林のほか、赤い鳥文学賞受賞画家の金井田英津子の『猫町』、泉鏡花文学賞受賞作家・寮美千子の小説、ブラチスラヴァ国際絵本原画展グランプリを受賞した出久根育のグリム童話『あめふらし』など、高く評価された作品群を世に送り出した。
2011年に倒産、新会社「エフ企画」に移行した。多くの商品は発売元を「エフ企画」に変更して販売を継続したが、前述の小林敏也らが版権を引き揚げたため、看板シリーズだった『画本・宮澤賢治』等は扱っていなかった。
2012年にエフ企画も業務を停止、パロル舎は名実ともに消滅した。

## 出版物一覧
※ 冊数が多いため、伸縮型のメニューとして掲載する。

## 最後の所在地
東京都文京区本郷2-22-5-102